# Nima Arkani-Hamed
Nima Arkani-Hamed (né en 1972 aux États-Unis) est un physicien théoricien des particules, mais s'exerce également dans la théorie des cordes.

## Carrière académique
Arkani-Hamed est né en 1972 aux États-Unis de parents azéri iraniens (aussi physiciens) et est devenu habitant du Canada.
Arkani-Hamed après être diplômé de l'Université de Toronto spécialisé en physique et en mathématiques, s'est rendu à l'université de Californie à Berkeley pour ses études supérieures, où il a travaillé sous la supervision de Lawrence Hall. Il a terminé son doctorat en 1997 et est allé à SLAC pour les études post-doctorales. Pendant ce temps, il a travaillé avec Savas Dimopoulos, où il lui apparut l'idée des dimensions supplémentaires.
En 1999, il rejoint la faculté de l'université de Californie dans le département de physique. Cependant, durant le printemps 2001, il visite l'université Harvard où il peut travailler avec Howard Georgi et Andrew Cohen sur les dimensions supplémentaires émergentes. 
Il rejoint officiellement la faculté d'Harvard en automne 2002. Il est apparu sous divers programmes télévisés et journaux parlant de l'espace, du temps, des dimensions et de l'état actuel de la physique théorique. Durant l'été 2005 à Harvard, il gagne le prix Phi Beta Kappa pour l'excellence de l'enseignement. 
En 2010, il est professeur de physique à Harvard.

## Honneur
- 2005 : Prix du Phi Beta Kappa
- 2012 : Prix de physique fondamentale, Breakthrough Prize